# آکاری یامادا
آکاری یامادا (انگلیسی: Akari Yamada؛ زادهٔ ۲۵ مهٔ ۱۹۹۶) بازیگر اهل ژاپن است.